# El Rosario (Santa Cruz de Tenerife)
El Rosario er en kommune i det sydvestlige Spanien på øen Tenerife i provinsen Santa Cruz de Tenerife, De Kanariske Øer. Den har et indbyggertal på 17.983 (2024) indbyggere.